# Дольман, Ойген
О́йген До́льман (нем. Eugen Dollmann; 8 августа 1900, Регенсбург, Бавария — 17 мая 1985, Мюнхен) — немецкий дипломат, член СС.

## Биография
Ойген Дольман родился в семье Штефана и Паулы Дольман, в 1926 году защитил докторскую диссертацию в Мюнхенском университете. В 1927—1930 годах изучал в Риме историю дома Фарнезе и итальянское искусство. В 1934 году Дольман устроился корреспондентом газеты «Münchner Neueste Nachrichten» в Италии. В 1935 году он возглавил отдел прессы зарубежной организации НСДАП в Италии. В ноябре 1937 года Дольман получил звание оберштурмбаннфюрера. Являлся специальным представителем СС в Италии. С 4 по 8 декабря 1937 года Дольман сопровождал Гиммлера в поездке в Итальянскую Ливию. В 1938 году Ойген Дольман познакомился во Флоренции с любовницей Гитлера Евой Браун.
С 1939 года Ойген Дольман был аккредитован при посольстве нацистской Германии в Ватикане. Во время немецкой оккупации Рима Дольман состоял на службе у Эберхарда фон Макензена и Альберта Кессельринга, ответственных за массовые убийства в Ардеатинских пещерах в 1944 году. В период Итальянской социальной республики 1943—1945 годов Дольман выполнял функции начальника полиции и адъютанта Карла Вольфа на его вилле в Гардоне-Ривьера на озере Гарда. 20 июля 1944 года Дольман работал переводчиком на переговорах Гитлера и Муссолини.
К 8 мая 1945 года Ойген Дольман находился в Милане, где искал защиты от уголовной ответственности за военные преступления у архиепископа Альфредо Ильдефонсо Шустера. С ним Дольман обсуждал планы Третьего рейха заключить сепаратный мир через операцию «Санрайз». Шустер спрятал Дольмана в неврологической лечебнице в Лавено-Момбелло. В 1946 году Дольман вернулся в Рим, где его опознали в кинотеатре, Джеймс Джизес Энглтон сопроводил его в Берн к Аллену Даллесу. В 1952 году Дольмана выслали из Швейцарии в Италию за гомосексуальную связь со швейцарским чиновником. Отец Парини помог Дольману перебраться в Испанию, где в Доностии под началом Отто Скорцени он занялся торговлей оружием. Итальянские спецслужбы выправили Дольману проездные документы, по которым он въехал в ФРГ и около месяца находился под арестом за незаконное пересечение границы. В Мюнхене Дольман держал пансион «Голубой дом» близ Мюнхенского камерного театра. 
Ойген Дольман послужил прототипом персонажа капитана Бергмана в фильме Роберто Росселини «Рим — открытый город». В телефильме «Семнадцать мгновений весны» эпизодическую роль Дольмана исполнил Ян Янакиев.